# Chris Stapleton
Christopher Alvin Stapleton (Lexington, Kentucky, 1978. április 15. –) többszörös Grammy-díjas amerikai énekes-dalszövegíró és gitáros. Hat darab első helyezettként szereplő country zenének írta társszerzőként a szövegét, többek közt, az öt hétig a slágerlista élén álló "Never Wanted Nothing More" című számét, melyet Kenny Chesney rögzített, "Love's Gonna Make It Alright", melyet George Strait rögzített, "Drink a Beer", melyet Luke Bryan rögzített, illetve a "Come Back Song", melyet Darius Rucker rögzített. Több, mint 150 dal jelent már meg Stapleton dalai közül olyan előadók lemezein, mint Adele, Luke Bryan, Tim McGraw, Brad Paisley valamint Dierks Bentley. Több előadóval is írt közösen dalokat, mint például Vince Gill, Peter Frampton és Sheryl Crow.
Miután 2008 és 2010 között a „The Steel Drivers” nevű bluegrass stílust játszó együttes frontembere volt, Stapleton 2015-ben kiadta debütáló stúdióalbumát, Traveller címmel, amely az Egyesült Államokban első helyezést ért el a Billboard 200 toplistán és dupla platinalemez lett az Amerikai Lemezkiadók Szövetségénél (Recording Industry Association of America) (RIAA). Számos sikert könyvelhetett el, többek között elnyerte az 58. Grammy-díjátadón a Grammy-díj a Legjobb Country Albumért címet valamint az Év Albuma lett az Academy of Country Music Awardon. Második stúdióalbuma a From A Room: Volume 1, 2017 májusában jelent meg és ezáltal ismét elnyerte az Év Albuma díjat Country Music Association Award for Album of the Year kategóriában. A From A Room: Volume 2című albumot 2017 decemberében adták ki. Stapleton zenei stílusai között találjuk a Southern rock, illetve a bluegrass zenei stílusjegyeit.

## Korai évei
Stapleton Lexingtonban született, Kentucky államban. Édesanyja a helyi orvosi rendelőben dolgozott, míg édesapja szénbányász volt. Bányászcsaládból származik. Van egy bátyja és egy húga.
Stapleton Staffordsvilleben nőtt fel, Kentucky államban, amely közvetlenül Paintsville mellett fekszik, a város és a Paintsville-tó közt. A Johnson Central High Schoolban érettségizett, ahol ő mondta el a ballagási búcsúbeszédet, majd felvételt nyert a Vanderbilt Egyetemre, ahol mérnöknek tanult, de egy év után otthagyta az iskolát.

## Zenei karrierje

### Pályafutásának kezdete és együttesei
2001-ben, Stapleton Nashvillebe költözött, Tennessee államba, hogy zenei karriert építsen. Dalszövegíróként szerződést kötött a Sea Gayle Music kiadóval, melyet röviddel azután sikerült tető alá hoznia, miután Nashvillebe költözött.
2007-ben a bluegrass stílust játszó The Steeldrivers zenekar frontembere lett. Két slágerük volt, melyek mindegyike második helyezést ért el a bluegrass slágerlistán, mielőtt Stapleton 2010-ben kivált volna az együttesből.
2010-ben, Stapleton megalapított egy southern rock zenét játszó együttest, melynek neve a The Jompson Brothers volt. A banda Stapletonból (ének), Greg McKeeből (gitár), J.T. Cureből (basszusgitár), illetve Bard McNameeből (dobos) állt. Ők a régióban léptek fel, egészen 2013-ig, amikor is egyszer a Zac Brown Band előfellépői voltak. A zenekar független módon kiadott egy saját magukról elnevezett albumot 2010 novemberében.
2013-ban, Stapleton szerződést kötött a Mercury Nashville kiadóval, amely a Universal Music Group Nashville egyik részlege, mint szóló előadó. Első önálló dala a "What Are You Listening To?" című szám volt, melyet 2013 októberében adtak ki, de nem teljesített a várakozásoknak megfelelően. A szám egy album része volt, amelyet végül sohasem adtak ki. Stapleton volt az —"All-Nighter Comin'"—című WSM-AM rádióműsor főcímének társszerzője, The WSM All Nighter with Marcia Campbell, amely egy amerikai rádióműsor. A dalt Vince Gill és Al Anderson dalszövegírókkal közösen írták, valamint Gill volt a háttérénekes a dalban
.
A Stapleton által írt dalok közül több is bekerült a különböző filmek filmzenéi közé, melyek között szerepelt a Valentine's Day, az Alvin és a Mókusok: Chip útja című film is. and Hell or High Water.
2013-ban, Stapleton és felesége énekelte el Don Williams dalát, az "Amanda című számot", élőben a Grand Ole Opryban.
A 2014-es CMT Artist of the Year gálán, Stapleton Lady Antebellummal lépett fel, aki Stapleton "Drink a Beer" című számát adta elő, melyet Luke Bryan énekelt; Bryan tiszteletére, aki nem tudott elmenni a gálára a családjában történt haláleset miatt. Stapleton is énekelte ugyanezt a dalt a 2013-as CMA Awards gálán, ekkor Bryannel közösen adták elő.

### Szóló stúdióalbumai
Debütáló szólóalbuma, Traveller címmel, 2015. május ötödikén jelent meg. Az albumon szereplő dalokat a nashville-i RCA Studio A-ban vették fel. Stapleton volt az album co-producere, a producer Dave Cobb mellett. Az albumon az éneklés mellett Stapleton gitározik is és a zenei alapot J.T. Cure basszusgitáros (a The Jompson Brothers zenekarból), Robby Turner zongorista, Derek Mixon dobos, Mickey Raphael szájharmónika, és felesége énekesként.
Stapleton elmondása szerint az albumot egy autós utazás inspirálta, melyet 2013-ban tett, édesapja halálát követően. Mint, Stapleton elmondta, a "Traveller" című számot egy a feleségével közösen tett autós túra során írta, miközben az while on a road trip with his wife, driving down Interstate 40-es autópályán haladtak végig Phoenixtő, Arizonán át, Nashvilleig, Új-Mexikón keresztül.
2016-ban, Stapleton – feleségével, Morganenel – közreműködtek a producer, Dace Cobb válogatott lemezének, "You Are My Sunshine" című számán, amely a Southern Family című albumra készült. Jake Owennel működött közre a "If He Ain't Gonna Love You" című szám felvételekor, amely Owen American Love című albumára készült. Stapleton 2016-ban a nagyszínpadon játszott a Country to Country fesztiválon Európában Andrew Combs, Kacey Musgraves és a headliner Eric Church mellett. Stapleton volt a zenei szárvendége a Saturday Night Live 2016. január 16-i adásának, melynek házigazdája Adam Driver volt. A műsorban a "Parachute" és a "Nobody to Blame" című számokat adta elő a Traveller című albumáról.
2016 januárjában, Stapleton előadta az "Either Way" című számot, melynek szövegét ő írta Kendall Marvel és Tim James közreműködésével, a Country Radio Hall of Fame's Country Radio Szeminárium idején Nashvilleben. A dalt korábban már rögzítették Lee Ann Womack 2008-as lemezén, a Call Me Crazy című albumon.
A Volume 1 című album nevét a Nashville's RCA Studio A-ról kapta, ahol annak dalait felvették 2016-2017 telén.
A Volume 1című albuma aranylemez lett már a következő hónapban az Egyesült Államokban és immáron másodjára hozta el Stapleton számára a CMA év albuma címet, valamint egyúttal az év legkelendőbb country albumává vált.
A From A Room: Volume 2 című harmadik stúdióalbumát 2017. december elsején adták ki. Volume 1 és Volume 2 című albumai is a Billboard 200-as listáján debütáltak.

## Művészete
Stapleton munkásságára az outlaw country és a bluegrass, valamint a rock and roll és a blues voltak jelentősebb hatással. Az NPR és a Paste magazin szerkesztői hangját a countryzene, a rockzene és a southern soul zene egyik márkanevének titulálták. Mielőtt szólókarrierbe kezdett volna, Stapleton volt a frontembere a The SteelDrivers bluegrass bandának, illetve a rock and roll műfajban játszó The Jompson Brothers zenekarnak. Első szólóalbuma, a Traveller az old-school country, a southern rock és a bluegrass keveréke, míg második albuma, a From A Room: Volume 1 főleg a country, a blues és a roots rock műfajokra koncentrál. Mindkét albumon játszik akusztikus és elektromos gitáron is.
Stapleton egy soul énekes bariton hangfekvéssel.

## Magánélete
Stapleton felesége Morgane Hayes énekes-dalszövegíró, akivel karöltve írták meg Carrie Underwood 2006-os számát, a "Don't Forget to Remember Me" című dalt. Felesége az Arista Nashville kiadóval szerződött. A pár akkor találkozott, amikor egymással szomszédos kiadóknál dolgoztak éppen. Két gyermekük született és Nashville-ben élnek. 2017 októberében a pár bejelentette, hogy ikreket várnak.